# Amore di madre
Amore di madre (Home, Sweet Home) è un film muto del 1914 diretto da David W. Griffith, ispirato alla canzone Home, Sweet Home di Sir Henry Rowley Bishop (arrangiamento musicale di un'aria siciliana) e John Howard Payne (parole)
Di genere allegorico, la storia è divisa in quattro parti, unite tra di loro da un tema comune: sono tre le storie, precedute da un prologo e un epilogo.
Nel cast tecnico, appare (non accreditato) il futuro direttore della fotografia Karl Brown, qui al suo secondo film, collaboratore di G.W. Bitzer con cui aveva già lavorato in Donna che ama. Karl Brown girerà film anche come regista e sceneggiatore.
Fu l'unica sceneggiatura firmata da H.E. Aitken, il produttore che aveva fondato la Majestic Motion Picture Company.

## Trama
Prologo: Un episodio della vita di John Howard Payne (Henry B. Walthall), un attore famoso all'inizio del XIX secolo, famoso per la canzone "Home, Sweet Home". Payne lascia la casa natale per iniziare la sua carriera teatrale. Nonostante l'appoggio della madre (Josephine Crowell) e della fidanzata (Lillian Gish), l'attore scivola sempre più nella depressione e verso la rovina. Ricordando i bei tempi andati, scrive la canzone che ritorna alla dolcezza della vita domestica e che lo ispira per tre storie diverse.
- 1º Episodio: Apple Pie Mary (Mae Marsh), una cuoca in un campo minerario, è innamorata del giovane Robert Winthrop (Robert Harron) che, però, deve tornare nell'est per sposare la sua fidanzata (Miriam Cooper), una ragazza di famiglia ricca (Miriam Cooper), ma quando sente la canzone "Home, Sweet Home" decide di tornare da Mary.
- 2º Episodio:una vedova (Mary Alden) è madre di tre figli. Quando uno di loro uccide uno dei suoi fratelli per una questione di soldi, la donna pensa al suicidio, ma  sentendo la canzone "Home, Sweet Home" decide di continuare a vivere per amore del suo terzo figlio.
- 3º Episodio: una giovane donna (Blanche Sweet) pensa di lasciare il suo vecchio marito (Courtenay Foote) per un uomo più giovane (Owen Moore) ma quando sente la melodia della canzone "Home, Sweet Home" suonata da un violinista (Karl Brown), decide di restare con suo marito.

Epilogo: Payne nel Pozzo dell'Inferno lotta contro la Lussuria e l'Avidità, cercando di raggiungere l'amata su una scala che lo porta al Cielo, dove Lei è diventata Angelo.

## Produzione
Il film fu prodotto dalla Majestic Motion Picture Company e dalla Reliance Film Company, dopo l'abbandono di Griffith della Biograph. Il regista portò con sé il suo direttore della fotografia, G.W. Bitzer e parte degli attori della Biograph.
Il film venne girato al Chatsworth Park di Chatsworth (Los Angeles).

## Distribuzione
Distribuito dalla Mutual Film, uscì nelle sale cinematografiche statunitensi in maggio: il 17 maggio fu presentato al Mark Strand Theatre di New York dopo una prima tenuta il 4 maggio 1914 al Clune's Auditorium di Los Angeles.
Copie della pellicola si trovano conservate negli archivi dell'EmGee Film Library e in collezioni private (positivi 16 mm), alla Cinémathèque Royale di Bruxelles, alla Cineteca del Friuli di Gemona, al Museum of Modern Art di New York, all'UCLA Film and Television Archive di Los Angeles, all'Academy Film Archive di Beverly Hills, al Danish Film Institute di Copenaghen, al National Film and Sound Archive di Canberra.
È incluso nei documentari Lillian Gish: The Actor's Life for Me di Terry Sanders (1988) e Mary Pickford: A Life on Film di Hugh Munro Neely (1997).